# Dèbora
Segons la Bíblia, Dèbora, Debora o Deborà (hebreu: דְּבוֹרָה, Dəbôrāh‎) va ser la quarta jutgessa d'Israel i l'única dona que ocupà aquest càrrec.
Després de la mort d'Ehud, un rei de Canaan va ocupar Israel i s'instal·là a Hassor des d'on va dominar el territori amb mà de ferro durant vint anys.
En aquells temps la jutgessa d'Israel era la muller del benjaminita Lapidot, anomenada Dèbora. Des de casa seva, asseguda sota una palmera, judicava les disputes entre les diferents tribus d'Israel.
Un dia, va ordenar al general israelita Barac que pugés al mont Tabor i l'ocupés amb l'ajut de deu mil individus de les tribus de Zabuló i Neftalí per parar una emboscada a les tropes invasores. El general es negà a obeir fins que ella els acompanyés, ja que donaria moral a les tropes. Ella va dir que hi aniria, i així Jehovà donaria la victòria a una dona.
En topar els dos exèrcits, els israelites van matar tots els enemics. Solament va escapar el general Sisserà, que s'escapolí de la batalla i s'amagà a la tenda d'Hèber, pertanyent als quenites. Resultà que, estant amagat entre unes mantes, l'esposa d'Hèber, Jael, va agafar un clau dels que s'usen per fixar les tendes, i, sense fer soroll, es va acostar a l'home amagat que dormia profundament, i amb un martell li va clavar el clau al crani, deixant-lo mort i fixat a terra. Quan va arribar Barac buscant-lo Jael li va entregar el cos.
Amb la desfeta de l'exèrcit enemic, Israel recuperà la pau i la llibertat.

## Imatges

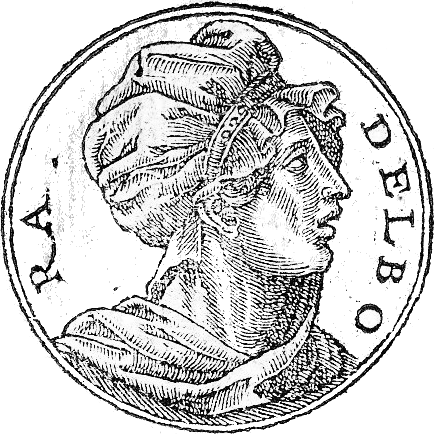
Gravat de 1553
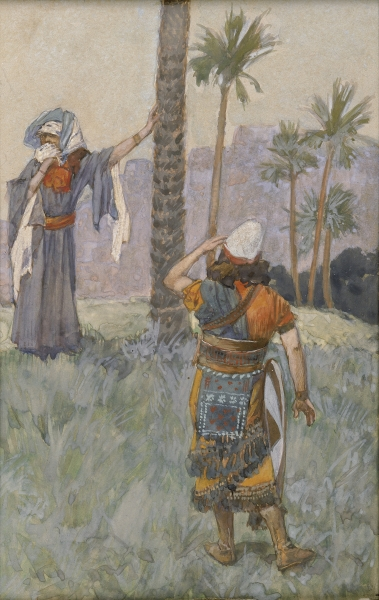
Dèbora a la palmera, ca. 1900 per Jacques Joseph Tissot
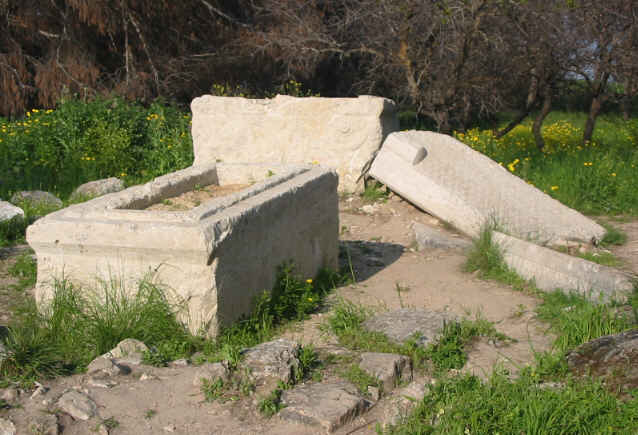
Tomba anomenada de Dèbora o Barac, a Quèdeix de Neftalí